# Betty Boop's May Party
Betty Boop's May Party es un corto de animación estadounidense de 1933, de la serie de Betty Boop. Fue producido por los estudios Fleischer y distribuido por Paramount Pictures. En él aparecen Betty Boop, Bimbo y Koko el payaso.

## Argumento
Betty Boop llega en barco junto a su compañía a un lugar de la costa para celebrar una animada fiesta. Un elefante pincha un árbol de caucho, cuya savia hace que toda la ciudad se vuelva gomosa. Betty y sus amigos usan su nueva flexibilidad para bailar y cantar.

## Producción
Betty Boop's May Party es la décima quinta entrega de la serie de Betty Boop y fue estrenada el 12 de mayo de 1933.